# Marisa Belli
Marisa Belli (eigentlich Maria Luisa Scavoni; * 12. April 1933 in Rom) ist eine italienische Schauspielerin.

## Leben
Belli begann als Buchhalterin und Sekretärin für Filmproduktionsgesellschaften zu arbeiten und war 1951 mit dem Ankauf einiger Kostümmodelle für Quo vadis beschäftigt, als sie dem Designer Herschel McCoy auffiel, der sie als Model für ein gefragtes Modehaus in Rom vermittelte. Mit Willen und Persönlichkeit gesegnet, nutzte Belli den Kontakt zu Pietro Germi, um sich für die Hauptrolle in dessen Neuverfilmung von Gelosia 1953 zu empfehlen. Sie bewies bei dem für Neuentdeckungen bekannten Regisseur ihre dramatischen Fähigkeiten und konnte in der Folge mehrere Angebote für ähnliche Rollen wahrnehmen, wenn auch die Filme unbedeutender wurden; auch komische und abenteuerliche Stoffe fanden sich darunter. Die Kritik bezeichnete die braunhaarige, schlanke, modellhafte Belli als eine der interessantesten und unerklärlicherweise unterschätzte Darstellerin im italienischen Kino der 1950er Jahre.
Ab 1958 war Belli auch in einigen originalen Fernsehstoffen zu sehen; bis zu Beginn der 1980er Jahre bildete dieses Medium zusammen mit Bühnenauftritten den Schwerpunkt ihrer Arbeiten; im Kino war sie nach 1962 kaum noch aktiv. Nach einem Engagement Mitte der 1960er Jahre zusammen mit Renzo Giovampietro und Andrea Bosic war sie 1971 mit der „Compagnia del Teatro Moderno“ aufgetreten, daneben spielte sie mit Raf Vallone, Romolo Valli und unter Giuseppe Patroni Griffi.

## Filmografie (Auswahl)
- 1953: Gelosia
- 1960: Waffen für San Salvador (Gli avventurieri dei tropici)
- 1961: Frauen für die Teufelsinsel (Le prigionere dell'isola del diavolo)
- 1961: Vampire gegen Herakles (Ercole al centro della terra)
- 1962: Rächer der Meere (Il giustiziere dei mari)
- 1982: Mutter Teresa: Die Stimme (La voce)
- 1994: Drei Tage mit dem Richter (Si, ti voglio bene)